# لورنا لي
لورنا لي (بالإنجليزية: Lorna Lee)‏ هي منافسة ألعاب القوى بريطانية، ولدت في 16 يوليو 1931.

## وصلات خارجية
- لورنا لي على موقع الاتحاد الدولي لألعاب القوى (الإنجليزية)
- لورنا لي على موقع أوليمبيديا (الإنجليزية)
- لورنا لي على موقع اللجنة الأولمبية البريطانية (الإنجليزية)